# Ernest Normand

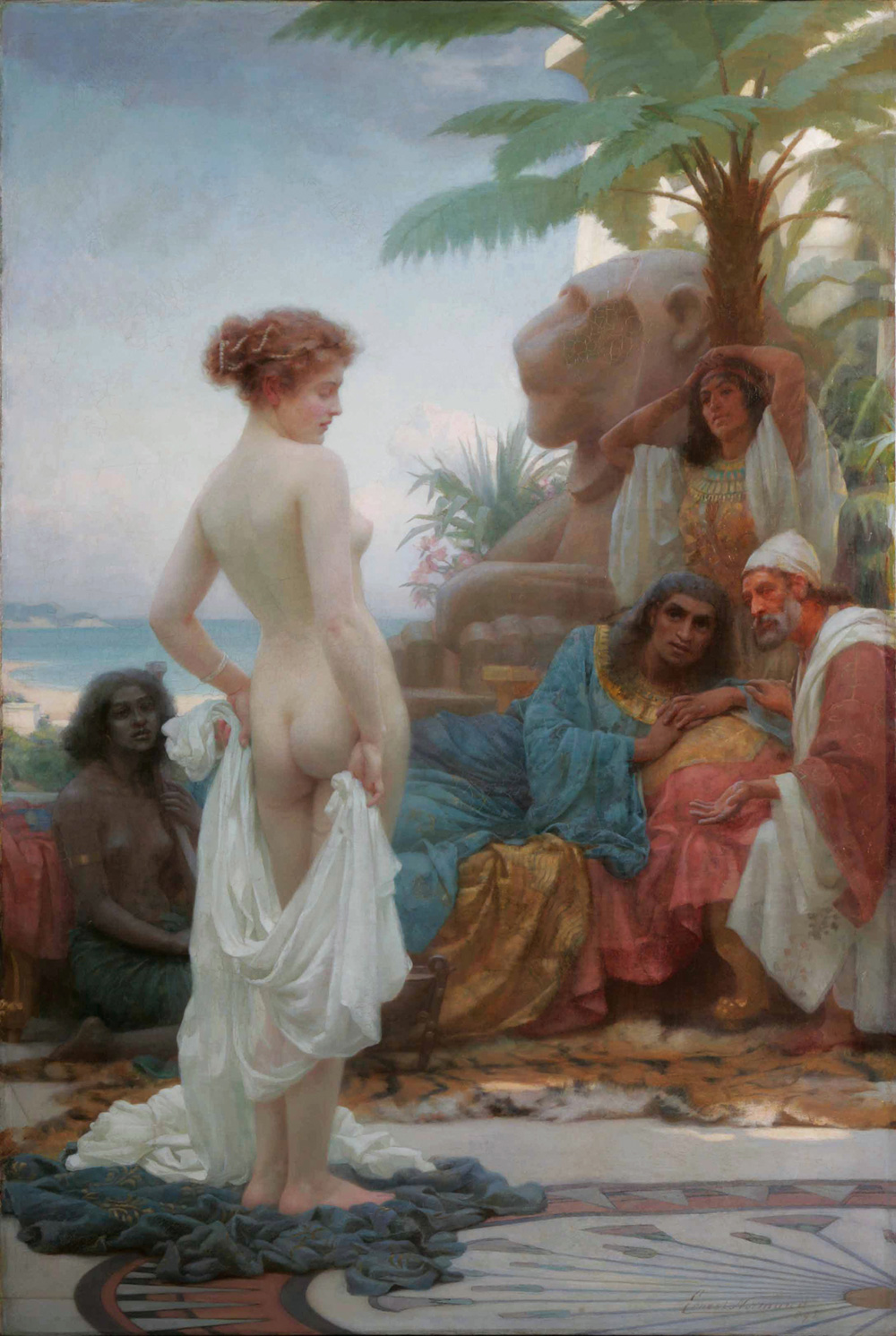
The White Slave, 1894

Ernest Normand (Londra, 30 dicembre 1857 – Londra, 23 marzo 1923) è stato un pittore britannico, noto per le sue scene a soggetto biblico come pure per le sue opere orientaliste.

## Biografia
Ernest Normand nacque a Londra il 30 dicembre del 1857. Egli dipingeva dei dipinti di storia e orientalisti, oltre a cimentarsi nell'arte del ritratto. Nel 1884 sposò Henrietta Rae (1859-1928), una pittrice e scrittrice. Entrambi dipingevano spesso delle figure nude in contesti sensuali, per le quali Rae veniva criticata.
I Normand si stabilirono a Londra dal 1885, dove Ernest aveva allestito il suo studio e aveva ricevuto il sostegno dalla cerchia di lord Leighton. Vivevano a Holland Park, un'area nota per essere la residenza di molti altri artisti di quel periodo. La loro casa veniva visitata spesso da alcuni visitatori, tra i quali Leighton, Millais, Prinsep e Watts. Questi artisti divennero amici dei Normand, ma le loro critiche non erano sempre benvenute. Nelle sue memorie, Henrietta descrisse gli atteggiamenti prepotenti e la condotta di alcuni degli artisti più anziani.
Nel 1890, i Normand si trasferirono a Parigi per studiare all'accademia Julian presso Jules Joseph Lefebvre e Jean-Joseph Benjamin-Constant. Nel 1893, i Normand si trasferirono a Upper Norwood, in uno studio che era stato costruito su misura per loro dal padre di Normand. La coppia ebbe due figli, un figlio (nato nel 1886) e una figlia (nata nel 1893).

## Opere
Normand dipinse dei quadri a soggetto storico, biblico oppure orientalista (un esempio è la tela The White Slave del 1894), e realizzò anche dei ritratti. Le sue opere furono influenzate dai preraffaelliti. Nel 1900, Normand dipinse l'affresco Re Giovanni concede la Magna Carta (King John Granting the Magna Carta) al Royal Exchange di Londra (restaurato nel 2011).

### Opere scelte
- Pigmalione e Galatea (Pygmalion and Galatea), 1886
- Ester denuncia Aman (Esther Denouncing Haman), 1888
- Queen Vashti Deposed, 1890
- Death of Pharaoh's First Born (illustrazione), 1905

## Galleria d'immagini

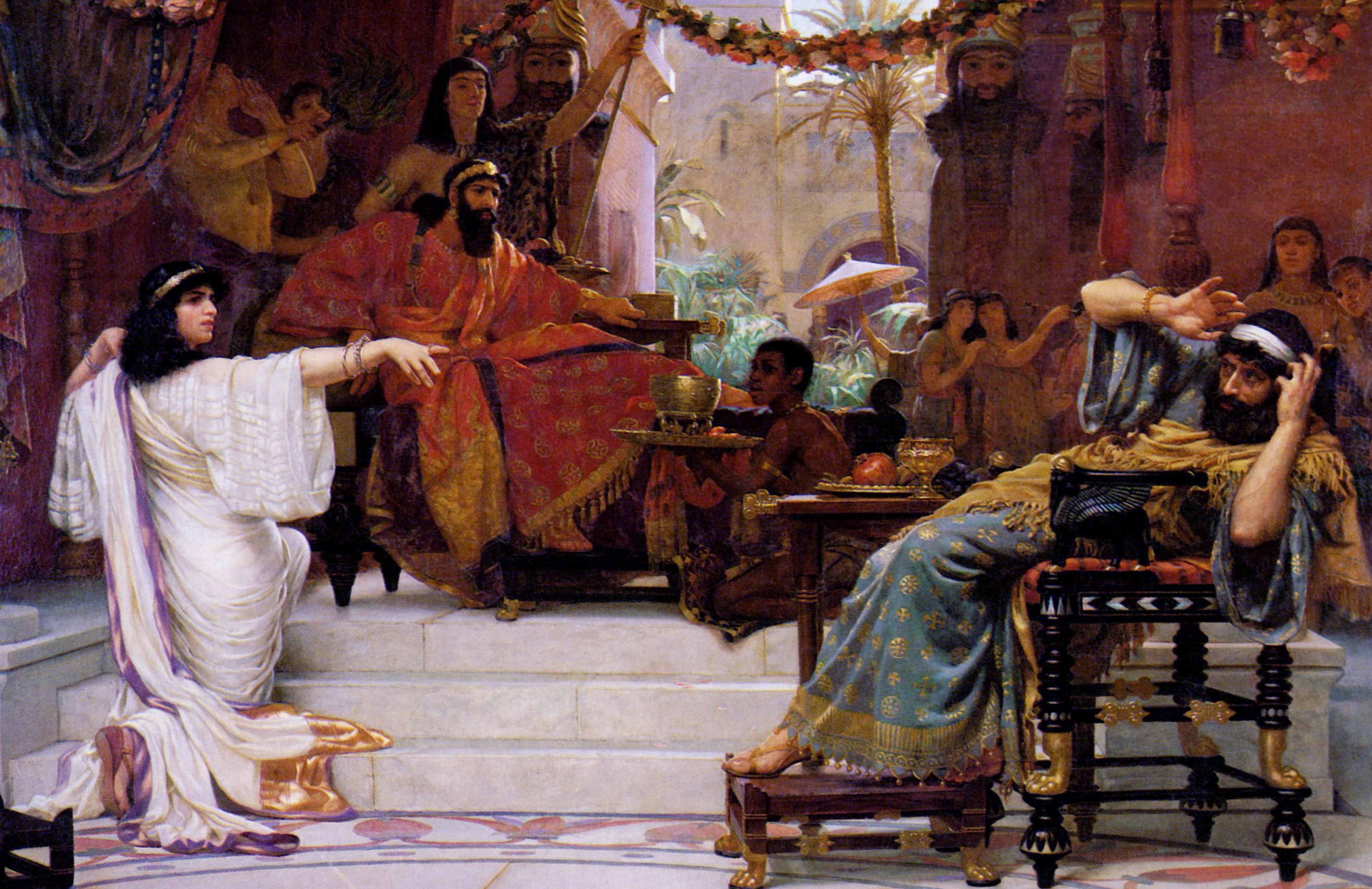
Ester denuncia Aman, 1888
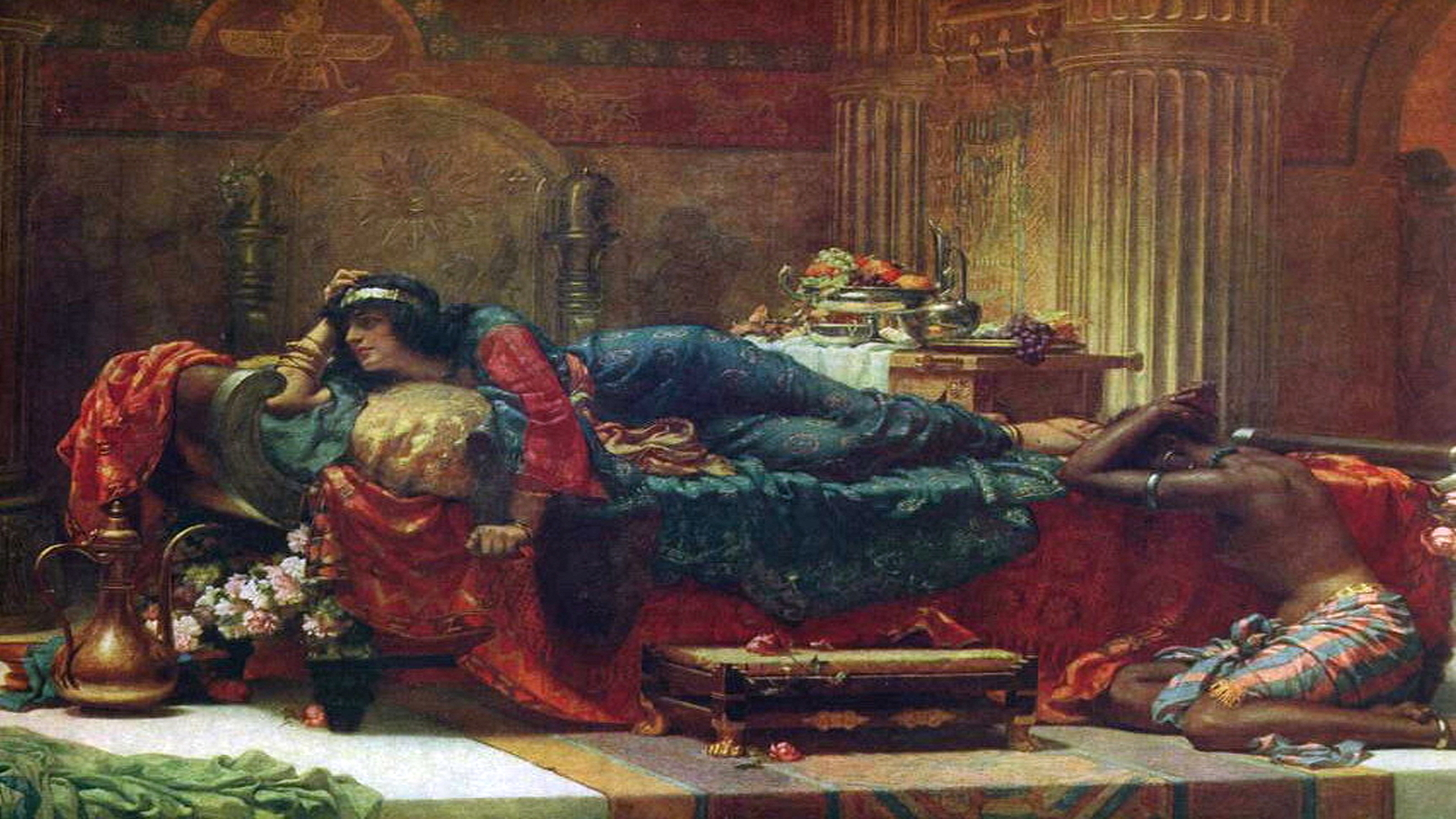
Queen Vashti Deposed, 1890
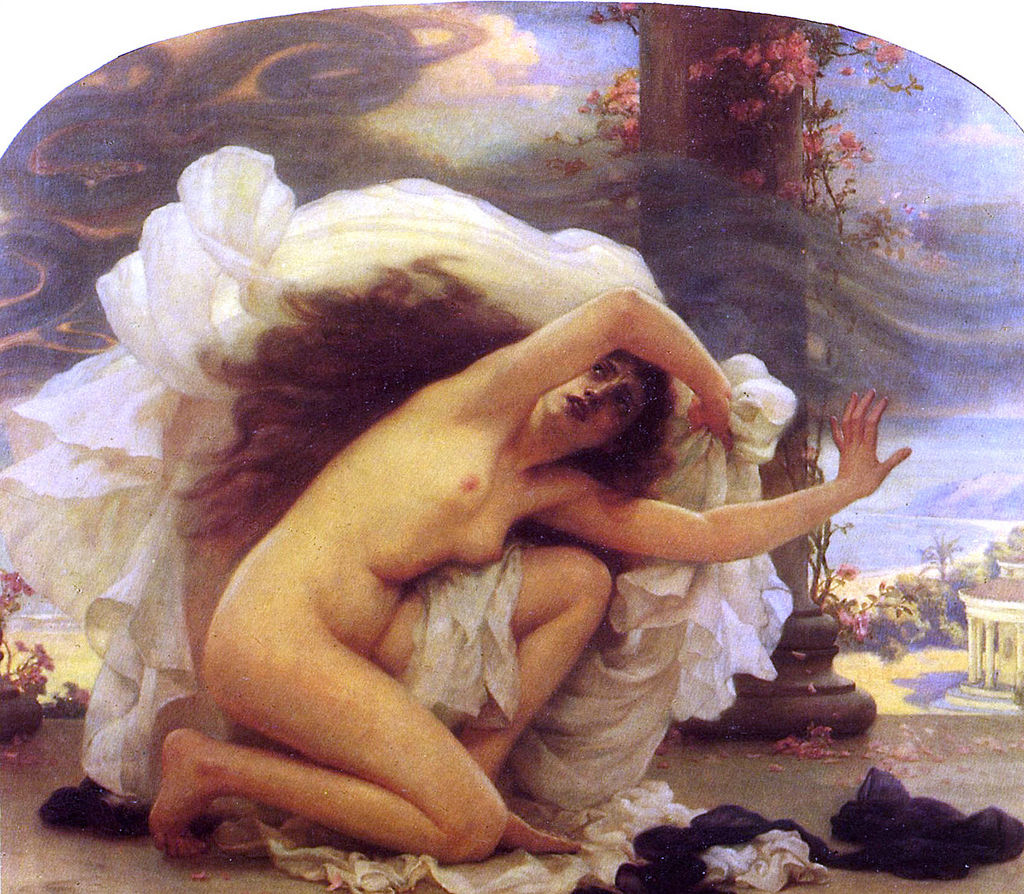
Pandora, 1899